# Strumień Bliźniąt
Strumień Bliźniąt – strumień gwiazd położony w gwiazdozbiorze Bliźniąt o długości przynajmniej 326 tysięcy lat świetlnych. Strumień został odkryty w wyniku analizy danych obserwacyjnych 1207 gwiazd zmiennych typu RR Lyrae.
W momencie ogłoszenia odkrycia strumienia (styczeń 2013) nie jest jeszcze dokładnie znana jego wielkość. Może być on częścią Strumienia Strzelca, ale może pochodzić także z innej, nieodkrytej wcześniej galaktyki karłowatej wchłoniętej przez naszą Galaktykę. Do tej pory odkryto około 150 gwiazd typu RR Lyrae wchodzących w skład tego strumienia, choć jego odkrywcy przypuszczają, że może on liczyć około 150 tysięcy gwiazd.